# Rem als Jocs Olímpics d'estiu de 1928 - Vuit amb timoner masculí
La competició del vuit amb timoner masculí va ser una de les set proves del programa de rem que es van disputar als Jocs Olímpics d'Estiu d'Amsterdam de 1928. La prova es va disputar entre el 2 i el 10 d'agost de 1928, amb la participació de 99 remers, procedents d'11 països diferents, ja que cada nació només podia aportar un vaixell en la prova.

## Medallistes
| Or | Plata | Bronze |
| Estats UnitsMarvin Stalder · John Brinck · Francis Frederick · William Thompson · William Dally · James Workman · Hubert A. Caldwell · Peter Donlon · Donald Blessing | Regne UnitJamie Hamilton · Guy Oliver Nickalls · John Badcock · Donald Gollan · Harold Lane · Gordon Killick · Jack Beresford · Harold West · Arthur Sulley | CanadàFrederick Hedges · Frank Fiddes · John Hand · Herbert Richardson · Jack Murdoch · Athol Meech · Edgar Norris · William Ross · John Donnelly |

## Programa
| Data                          | Horari | Ronda           |
| ----------------------------- | ------ | --------------- |
| Thursday, 2 August 1928       |        | Ronda 1         |
| Divendres, 3 d'agost de 1928  |        | Primera repesca |
| Dissabte, 4 d'agost de 1928   |        | Ronda 2         |
| Dilluns, 6 d'agost de 1928    |        | Segona repesca  |
| Dimarts, 7 d'agost de 1928    |        | Quarts de final |
| Dimecres, 8 d'agost de 1928   |        | Semifinals      |
| Divendres, 10 d'agost de 1928 |        | Final           |

## Resultats
Font: Resultats oficials; De Wael

### Primera ronda
Els guanyadors passaven a la segona ronda. Els perdedors competien en la primera repesca.

#### Primera ronda, sèrie 1
| Pos. | Remers | Timoner         | Nació     | Temps  | Notes |
| ---- | --- | --------------- | --------- | ------ | ----- |
| 1    | Frederick Hedges Frank Fiddes John Hand Herbert Richardson Jack Murdoch Athol Meech Edgar Norris William Ross                          | John Donnelly   | Canadà    | 6:29.8 | Q     |
| 2    | Svend Aage Grønvold Georg Sjøht Bernhardt Møller Sørensen Sigfred Sørensen Ernst Friborg Jensen Carl Schmidt Willy Sørensen Knud Olsen | Harry Gregersen | Dinamarca | 6:35.6 | R     |

#### Primera ronda, sèrie 2
| Pos. | Remers | Timoner           | Nació         | Temps  | Notes |
| ---- | --- | ----------------- | ------------- | ------ | ----- |
| 1    | Otto Gordziałkowski Stanisław Urban Andrzej Sołtan-Pereświat Marian Wodziański Janusz Ślązak Wacław Michalski Józef Łaszewski Henryk Niezabitowski | Jerzy Skolimowski | Polònia       | 6:37.0 | Q     |
| 2    | Daan Ferman Teun Beijnen Jan Huges Tjallie James Appel Ooiman Jaap Stenger Hans Kruyt Guus van Ditzhuyzen                                          | Koos Schouwenaar  | Països Baixos | 6:42.8 | R     |

#### Primera ronda, sèrie 3
| Pos. | Remers | Timoner              | Nació    | Temps  | Notes |
| ---- | --- | -------------------- | -------- | ------ | ----- |
| 1    | Karl Aletter Ernst Gaber Wilhelm Reichert Erwin Hoffstätter Hermann Herbold Gustav Maier Robert Huber Hans Maier               | Fritz Bauer          | Alemanya | 6:33.0 | Q     |
| 2    | Joseph Vuillard Marius Berthet Louis Jeandet Édouard Jeandet Charles Massonnat François Thonin Joseph Berthet Marius Gervasoni | Alphonse Margailland | França   | 6:44.8 | R     |

#### Primera ronda, sèrie 4
| Pos. | Remers | Timoner         | Nació        | Temps  | Notes |
| ---- | --- | --------------- | ------------ | ------ | ----- |
| 1    | Marvin Stalder John Brinck Francis Frederick William Thompson William Dally James Workman Hubert A. Caldwell Peter Donlon | Donald Blessing | Estats Units | 6:21.2 | Q     |
| 2    | Jacques Van Malderen Marcel Roman Henri Micha Jean Jonlet Auguste Lambrecht André Lemaire Victor Denis René Macors        | Georges Anthony | Bèlgica      | 6:47.0 | R     |

#### Primera ronda, sèrie 5
| Pos. | Remers | Timoner         | Nació      | Temps  | Notes |
| ---- | --- | --------------- | ---------- | ------ | ----- |
| 1    | Jamie Hamilton Guy Oliver Nickalls John Badcock Donald Gollan Harold Lane Gordon Killick Jack Beresford Harold West                | Arthur Sulley   | Regne Unit | 6:22.0 | Q     |
| 2    | Medardo Lamberti Arturo Moroni Vittore Stocchi Guglielmo Carubbi Amilcare Canevari Medardo Galli Giulio Lamberti Benedetto Borella | Angelo Polledri | Itàlia     | 6:24.6 | R     |

#### Primera ronda, sèrie 6
| Pos. | Remers | Timoner           | Nació     | Temps  | Notes |
| ---- | --- | ----------------- | --------- | ------ | ----- |
| 1    | Ernesto Black Pedro Brise Armin Meyer Lázaro Iturrieta Federico Probst Leonel Sutton Irving Bond Gustavo Lanusse | Alberto Errecalde | Argentina | 7:10.0 | Q     |

#### Primera repesca
Els guanyadors passaven a la següent ronda, però no podien disputar una segona repesca. Els perdedors eren eliminats. El Regne Unit no va disputar-la.

#### Primera repesca, sèrie 1
| Pos. | Remers | Timoner          | Nació         | Temps  | Notes |
| ---- | --- | ---------------- | ------------- | ------ | ----- |
| 1    | Daan Ferman Teun Beijnen Jan Huges Tjallie James Appel Ooiman Jaap Stenger Hans Kruyt Guus van Ditzhuyzen          | Koos Schouwenaar | Països Baixos | 6:47.4 | Q     |
| 2    | Jacques Van Malderen Marcel Roman Henri Micha Jean Jonlet Auguste Lambrecht André Lemaire Victor Denis René Macors | Georges Anthony  | Bèlgica       | 6:47.8 |       |

#### Primera repesca, sèrie 2
| Pos. | Remers | Timoner              | Nació  | Temps  | Notes |
| ---- | --- | -------------------- | ------ | ------ | ----- |
| 1    | Medardo Lamberti Arturo Moroni Vittore Stocchi Guglielmo Carubbi Amilcare Canevari Medardo Galli Giulio Lamberti Benedetto Borella | Angelo Polledri      | Itàlia | 6:37.8 | Q     |
| 2    | Joseph Vuillard Marius Berthet Louis Jeandet Édouard Jeandet Charles Massonnat François Thonin Joseph Berthet Marius Gervasoni     | Alphonse Margailland | França | 6:50.8 |       |

#### Primera repesca, sèrie 3
| Pos. | Remers | Timoner         | Nació     | Temps  | Notes |
| ---- | --- | --------------- | --------- | ------ | ----- |
| 1    | Svend Aage Grønvold Georg Sjøht Bernhardt Møller Sørensen Sigfred Sørensen Ernst Friborg Jensen Carl Schmidt Willy Sørensen Knud Olsen | Harry Gregersen | Dinamarca | 6:53.2 | Q     |

### Segona ronda
Els guanyadors passaven a quarts de final. Els perdedors competien en la segona repesca, sempre i quan no haguessin disputat la primera. Si això passava quedaven eliminats.

#### Segona ronda, sèrie 1
| Pos. | Remers | Timoner         | Nació        | Temps  | Notes |
| ---- | --- | --------------- | ------------ | ------ | ----- |
| 1    | Marvin Stalder John Brinck Francis Frederick William Thompson William Dally James Workman Hubert A. Caldwell Peter Donlon              | Donald Blessing | Estats Units | 6:35.0 | Q     |
| 2    | Svend Aage Grønvold Georg Sjøht Bernhardt Møller Sørensen Sigfred Sørensen Ernst Friborg Jensen Carl Schmidt Willy Sørensen Knud Olsen | Harry Gregersen | Dinamarca    | 6:48.4 |       |

#### Segona ronda, sèrie 2
| Pos. | Remers | Timoner           | Nació     | Temps  | Notes |
| ---- | --- | ----------------- | --------- | ------ | ----- |
| 1    | Karl Aletter Ernst Gaber Wilhelm Reichert Erwin Hoffstätter Hermann Herbold Gustav Maier Robert Huber Hans Maier | Fritz Bauer       | Alemanya  | 6:31.6 | Q     |
| 2    | Ernesto Black Pedro Brise Armin Meyer Lázaro Iturrieta Federico Probst Leonel Sutton Irving Bond Gustavo Lanusse | Alberto Errecalde | Argentina | 6:53.4 | R     |

#### Segona ronda, sèrie 3
| Pos. | Remers | Timoner           | Nació      | Temps  | Notes |
| ---- | --- | ----------------- | ---------- | ------ | ----- |
| 1    | Jamie Hamilton Guy Oliver Nickalls John Badcock Donald Gollan Harold Lane Gordon Killick Jack Beresford Harold West                                | Arthur Sulley     | Regne Unit | 6:30.6 | Q     |
| 2    | Otto Gordziałkowski Stanisław Urban Andrzej Sołtan-Pereświat Marian Wodziański Janusz Ślązak Wacław Michalski Józef Łaszewski Henryk Niezabitowski | Jerzy Skolimowski | Polònia    | 6:43.2 | R     |

#### Segona ronda, sèrie 4
| Pos. | Remers | Timoner          | Nació         | Temps  | Notes |
| ---- | --- | ---------------- | ------------- | ------ | ----- |
| 1    | Medardo Lamberti Arturo Moroni Vittore Stocchi Guglielmo Carubbi Amilcare Canevari Medardo Galli Giulio Lamberti Benedetto Borella | Angelo Polledri  | Itàlia        | 6:54.0 | Q     |
| 2    | Daan Ferman Teun Beijnen Jan Huges Tjallie James Appel Ooiman Jaap Stenger Hans Kruyt Guus van Ditzhuyzen                          | Koos Schouwenaar | Països Baixos | 6:59.0 |       |

#### Segona ronda, sèrie 5
| Pos. | Remers | Timoner       | Nació  | Temps  | Notes |
| ---- | --- | ------------- | ------ | ------ | ----- |
| 1    | Frederick Hedges Frank Fiddes John Hand Herbert Richardson Jack Murdoch Athol Meech Edgar Norris William Ross | John Donnelly | Canadà | 6:59.0 | Q     |

### Segona repesca
Els guanyadors passaven a la següent ronda. Els perdedors eren eliminats.
| Pos. | Remers | Timoner           | Nació     | Temps  | Notes |
| ---- | --- | ----------------- | --------- | ------ | ----- |
| 1    | Otto Gordziałkowski Stanisław Urban Andrzej Sołtan-Pereświat Marian Wodziański Janusz Ślązak Wacław Michalski Józef Łaszewski Henryk Niezabitowski | Jerzy Skolimowski | Polònia   | 6:24.6 | Q     |
| 2    | Ernesto Black Pedro Brise Armin Meyer Lázaro Iturrieta Federico Probst Leonel Sutton Irving Bond Gustavo Lanusse                                   | Alberto Errecalde | Argentina | 6:33.0 |       |

### Quarts de final
A partir d'aquest punt la competició es convertia en una eliminatòria pura, quedant eliminat el perdedor de la cursa.

#### Quarts de final 1
| Pos. | Remers | Timoner           | Nació   | Temps  | Notes |
| ---- | --- | ----------------- | ------- | ------ | ----- |
| 1    | Frederick Hedges Frank Fiddes John Hand Herbert Richardson Jack Murdoch Athol Meech Edgar Norris William Ross                                      | John Donnelly     | Canadà  | 6:37.4 | Q     |
| 2    | Otto Gordziałkowski Stanisław Urban Andrzej Sołtan-Pereświat Marian Wodziański Janusz Ślązak Wacław Michalski Józef Łaszewski Henryk Niezabitowski | Jerzy Skolimowski | Polònia | 6:42.2 |       |

#### Quarts de final 2
| Pos. | Remers | Timoner       | Nació      | Temps  | Notes |
| ---- | --- | ------------- | ---------- | ------ | ----- |
| 1    | Jamie Hamilton Guy Oliver Nickalls John Badcock Donald Gollan Harold Lane Gordon Killick Jack Beresford Harold West | Arthur Sulley | Regne Unit | 6:34.2 | Q     |
| 2    | Karl Aletter Ernst Gaber Wilhelm Reichert Erwin Hoffstätter Hermann Herbold Gustav Maier Robert Huber Hans Maier    | Fritz Bauer   | Alemanya   | 6:42.8 |       |

#### Quarts de final 3
| Pos. | Remers | Timoner         | Nació        | Temps  | Notes |
| ---- | --- | --------------- | ------------ | ------ | ----- |
| 1    | Marvin Stalder John Brinck Francis Frederick William Thompson William Dally James Workman Hubert A. Caldwell Peter Donlon          | Donald Blessing | Estats Units | 6:32.8 | Q     |
| 2    | Medardo Lamberti Arturo Moroni Vittore Stocchi Guglielmo Carubbi Amilcare Canevari Medardo Galli Giulio Lamberti Benedetto Borella | Angelo Polledri | Itàlia       | 6:44.4 |       |

### Semifinals
El Regne Unit va passar a la final sense córrer, mentre que els Estats Units hi van arribar després de guanyar, en l'única semifinal, al Canadà, que va rebre la medalla de bronze.

#### Semifinal 1
| Pos. | Remers | Timoner         | Nació        | Temps  | Notes |
| ---- | --- | --------------- | ------------ | ------ | ----- |
| 1    | Marvin Stalder John Brinck Francis Frederick William Thompson William Dally James Workman Hubert A. Caldwell Peter Donlon | Donald Blessing | Estats Units | 6:02.0 | Q     |
| 2 () | Frederick Hedges Frank Fiddes John Hand Herbert Richardson Jack Murdoch Athol Meech Edgar Norris William Ross             | John Donnelly   | Canadà       | 6:03.8 |       |

#### Semifinal 2
| Pos. | Remers | Timoner       | Nació      | Temps  | Notes |
| ---- | --- | ------------- | ---------- | ------ | ----- |
| 1    | Jamie Hamilton Guy Oliver Nickalls John Badcock Donald Gollan Harold Lane Gordon Killick Jack Beresford Harold West | Arthur Sulley | Regne Unit | 6:23.6 | Q     |

### Final
| Pos. | Remers | Timoner         | Nació        | Temps  |
| ---- | --- | --------------- | ------------ | ------ |
| 1    | Marvin Stalder John Brinck Francis Frederick William Thompson William Dally James Workman Hubert A. Caldwell Peter Donlon | Donald Blessing | Estats Units | 6:03.2 |
| 2    | Jamie Hamilton Guy Oliver Nickalls John Badcock Donald Gollan Harold Lane Gordon Killick Jack Beresford Harold West       | Arthur Sulley   | Regne Unit   | 6:05.6 |